# Uzenice
Uzenice (en allemand : Usenitz, précédemment : Groß Usenitz) est une commune du district de Strakonice, dans la région de Bohême-du-Sud, en République tchèque. Sa population s'élevait à 113 habitants en 2020.

## Géographie
Uzenice se trouve à 8 km au nord-est de Blatná, à 24 km au nord de Strakonice, à 68 km au nord-ouest de České Budějovice et à 76 km au sud-sud-ouest de Prague.
La commune est limitée par Uzeničky au nord, par Myštice à l'est et au sud, et par Chobot et Blatná à l'ouest.

## Histoire
La première mention écrite du village date de 1227.